# Dysmachus fuscipennis
Dysmachus fuscipennis là một loài ruồi trong họ Asilidae. Dysmachus fuscipennis được Meigen miêu tả năm 1820.

## Hình ảnh

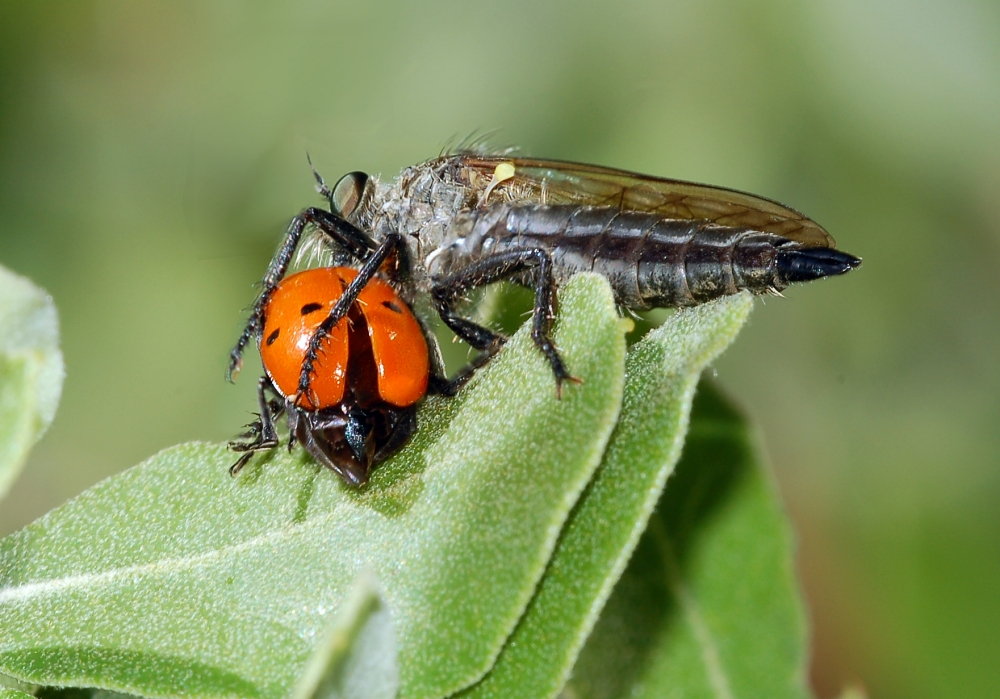